# Sedžes
Sedžes je pojem označující neznámého starověkého egyptské faraona. Tento pojem je použit pouze v abydoském královském seznamu a označuje panovníka ze 3. dynastie, který vládl před králem Sechemchetem (zde jmenován jako Teti) a jeho nástupcem se stal král Neferkare I. V 19. století považovali egyptologové tento pojem za jméno krále, později však zjistili, že Sedžes znamená „vynecháno”, protože pravé jméno krále bylo nečitelné. Není jasné, jaký panovník byl v seznamu označen touto náhradou, nejčastěji je však mezi odborníky zmiňován faraon Chaba. Obdobnými náhradami za jméno panovníka jsou pojmy Hudžefa I. a Hudžefa II. uvedené v turínském královském papyru.